# Kramat Utara
Kramat Utara is een bestuurslaag in het regentschap Magelang van de provincie Midden-Java, Indonesië. Kramat Utara telt 5629 inwoners (volkstelling 2010).